# براندون واشنطن
براندون واشنطن (بالإنجليزية: Brandon Washington)‏ هو لاعب كرة القدم الكندية أمريكي، ولد في 13 أغسطس 1988 في ميامي في الولايات المتحدة.

## وصلات خارجية
- براندون واشنطن على موقع مرجع كرة القدم المحترفة.كوم (الإنجليزية)